# ISO 3166-2:CF
ISO 3166-2:CF — стандарт Международной организации по стандартизации, который определяет геокоды. Является подмножеством стандарта ISO 3166-2, относящимся к Центральноафриканской Республики. Стандарт охватывает 14 префектур, 2 экономические префектуры и столицу — Банги Центральноафриканской Республики. Каждый геокод состоит из двух частей: кода Alpha2 по стандарту ISO 3166-1 для Центральноафриканской Республики — CF и дополнительного кода, записанных через дефис. Дополнительный двух-трёхбуквенный код образован созвучно: названию, аббревиатуре названия префектур, столицы. Геокоды префектур, экономических префектур и столицы Центральноафриканской Республики являются подмножеством кодов домена верхнего уровня — CF, присвоенного Центральноафриканской Республике в соответствии со стандартами ISO 3166-1.

## Геокоды Центральноафриканской Республики
Геокоды 14 префектур и столицы административно-территориального деления Центральноафриканской Республики.
| Геокод | Административная единица | Статус                   |
| ------ | ------------------------ | ------------------------ |
| CF-HM  | Верхнее Мбому            | префектура               |
| CF-VK  | Вакага                   | префектура               |
| CF-HK  | Верхнее Котто            | префектура               |
| CF-KG  | Кемо                     | префектура               |
| CF-BK  | Нижнее Котто             | префектура               |
| CF-LB  | Лобае                    | префектура               |
| CF-HS  | Мамбере-Кадеи            | префектура               |
| CF-MB  | Мбому                    | префектура               |
| CF-NM  | Нана-Мамбере             | префектура               |
| CF-UK  | Уака                     | префектура               |
| CF-MP  | Омбелла-Мпоко            | префектура               |
| CF-AC  | Уам                      | префектура               |
| CF-BB  | Бамбинги-Бангоран        | префектура               |
| CF-OP  | Уам-Пенде                | префектура               |
| CF-KB  | Нана-Гребизи             | экономическая префектура |
| CF-SE  | Санга-Мбаере             | экономическая префектура |
| CF-BGF | Банги                    | столица                  |

## Геокоды пограничных Центральноафриканской Республике государств
- Судан — ISO 3166-2:SD (на северо-востоке),
- Южный Судан — ISO 3166-2:SS (на востоке),
- Демократическая Республика Конго — ISO 3166-2:CD (на юге),
- Республика Конго — ISO 3166-2:CG (на юго-западе),
- Камерун — ISO 3166-2:CM (на западе),
- Чад — ISO 3166-2:TD (на севере).